# イソブチルアミド
イソブチルアミド（英語: isobutyramide）は、分子式が C4H9NO のアミドである。
イソブチルアミドは、以下の化学式で表される官能基を指すこともある：R-NH-CO-CH(CH3)2